# بولشویه کروتوو
بولشویه کروتوو (به لاتین: Bolshoye Krotovo) یک منطقهٔ مسکونی در روسیه است که در استان آرخانگلسک واقع شده‌است.